# سر المقنع
سر المقنع (بالإنجليزية: Phantom 2040) مسلسل كرتوني أمريكي يتحدث المسلسل عن شخص يلقب بـ«المقنع» يعمل على إنقاذ الناس من الأشرار مكملاً طريق والده الذي توفى وبعد فترة من مرور الزمن يكتشف «المقنع» أن والده مايزال على قيد الحياة.

## القصة
عندما يقوم بزيارة أحد أصدقاء والده ويخبره بأن والده مختفي ولكنه يعمل على متابعة إنقاذ الناس من الأشرار بدون أن يخبرهم بحقيقته.
يتلقى المقنع التدريبات الخاصة على يد صديق والده ليقابل والده في الحلقات الأخيرة من المسلسل ويشرح له سبب اختفائه عن الأنظار.

## الممثلون
- مروان فرحات <المقنع>
- أمل حويجة <مديرة>
- محمد خرماشو <شامر>
- آنجي اليوسف <سحابة>
- محمد مصطفى <الأستاذ>
- منصور عبد الرحمن <سرحان>
- كمال البني <سبر>
- محمد خير أبو حسون <جومر>
- فاطمة سعد

## طاقم العمل

### النسخة العربية
- الإعداد: سامي خويص
- المراجعة والتدقيق اللغوي: أحمد نتوف
- تسجيل الصوت: حامد عقيل
- المونتاج: سامر أبو حمد، م.نديم سليمان
- الشارة الفنانين والمكساج: لويس أبو عسلي
- الإشراف الهندسي: عامر شوكة
- الكتابة الإلكترونية: م.فادي شلبي
- المتابعة المالية: أسامة حاج محمد، يوسف نجاتي
- المتابعة الإدارية: محمد السعيد
- م.مخرج: رضوان حجازي
- المتابعة الإدارية: بلال شرتوح، محمد حسان مهنا
- إدارة الإنتاج: ماهر الحاج ويس
- Dubbed by: Young Future
  - الإدارة: فايز الصباغ
  - المتابعة: أحمد مهنا
- حقوق التوزيع: Tele Pictures Promoters International
- الإشراف العام: مناع حجازي
- تنفيذ الدوبلاج: مركز الزهرة للإنتاج و التوزيع الفني – دمشق
- الإشراف الفني: جمال عقاد

## روابط خارجية
- سر المقنع على موقع IMDb (الإنجليزية)
- سر المقنع على موقع كينوبويسك (الروسية)
- سر المقنع على موقع ألو سيني (الفرنسية)
- سر المقنع على موقع قاعدة بيانات الفيلم (الإنجليزية)